# Grigori Rapota
Grigori Alekseïevitch Rapota (russe : Рапота, Григорий Алексеевич), né le 5 février 1944 à Moscou, est un homme politique russe.
Il est le secrétaire générale de la Communauté économique eurasiatique de 2002 à 2007. Représentant plénipotentiaire du président russe dans le district fédéral du Sud d'octobre 2007 à mai 2008 puis du district fédéral de la Volga, Grigori Rapota devient secrétaire général de l'Union de la Russie et de la Biélorussie le 15 décembre 2011.
Il a le grade civil de conseiller d'État effectif de la fédération de Russie de 1re classe.